# Ponderosa Loop Trail
Le Ponderosa Loop Trail est un sentier de randonnée du comté de Teller, dans le Colorado, aux États-Unis. Il est situé au sein du Florissant Fossil Beds National Monument.